# Tubuaivelia
Tubuaivelia is een geslacht van wantsen uit de familie beeklopers (Veliidae). Het geslacht werd voor het eerst wetenschappelijk beschreven door J. Polhemus & D. Polhemus in 2008.

## Soorten
Het genus bevat de volgende soorten:

- Tubuaivelia michaili J. Polhemus & D. Polhemus, 2008